# Onthophagus crassicollis
Onthophagus crassicollis là một loài bọ cánh cứng trong họ Bọ hung (Scarabaeidae).